# Bárig
Bárig (oficialmente en valenciano: Barx) es un municipio de la Comunidad Valenciana, España. Se halla en el sureste de la provincia de Valencia, en la comarca de la Safor.

## Geografía

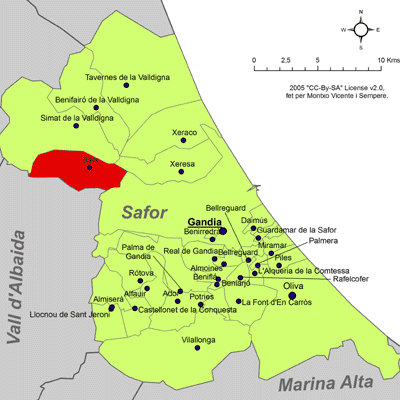
Localización en la comarca de Safor

Situado en la comarca de La Safor, Bárig se encuentra a 55 km de Valencia. Es un pueblo de montaña que cuenta con las más importantes masas forestales de la comarca.

### Comunicaciones
Desde Valencia se accede a través de la V-31, tomando luego la CV-42 y posteriormente la CV-50, luego la CV-600 para finalizar accediendo a la CV-675.

### Localidades limítrofes
Simat de Valldigna, Jeresa, Gandía, Pinet y Cuatretonda todas ellas de la provincia de Valencia.

## Historia
Bárig posee importantes restos prehistóricos, destacando la Cueva de las Malladetes, uno de los principales yacimientos arqueológicos de España. Perteneció al monasterio de Santa María de la Valldigna hasta que se convirtió en municipio en 1836. En 1873 se inauguró su iglesia parroquial, dedicada a san Miguel Arcángel.
Fue el antiguo lugar de descanso de los monjes del Monasterio de Santa María de la Valldigna.
Durante la década de los 80 del s. XX, Marifé Arroyo, conocida como La Mestra, fue una docente pionera en la introducción del valenciano en la escuela de Bárig. En 2007, recibió el Premi Jaume I d'Acció Ciutadana de la Fundación Carulla por su compromiso pedagógico en la inclusión de la lengua valenciana en la escuela pública.

## Demografía
Bárig cuenta con una población de 1498 habitantes (INE 2024).
| Gráfica de evolución demográfica de Bárig entre 1842 y 2021                                                         |
| |
| Población de derecho según los censos de población del INE Población de hecho según los censos de población del INE |

La población aumentó sensiblemente durante el siglo XIX y la primera mitad del XX, triplicándose entre 1857 y 1940. Sin embargo, a partir de ese momento, se inició un descenso por la emigración hacia Francia, centrada especialmente en la década de los 60 del pasado siglo. Al inicio de esa década Bárig contaba con 990 habitantes.

## Economía
Basada principalmente en la agricultura, predominando los cultivos de frutales, almendros y naranjos.
Actualmente la agricultura está abandonada. La gente se dedica a la construcción, existen varias granjas de engorde de pollos, también hay unas zonas turísticas, como la Drova, la Falaguera, estas forman parte del sustento económico de Bárig. Muchos vecinos se desplazan a la capital de la comarca que es Gandía a trabajar, etc.

## Administración y política
| Periodo   | Nombre                                          | Partido    |
| --------- | ----------------------------------------------- | ---------- |
| 1979-1983 | Francisco Olmos García                          | AEIPD      |
| 1983-1987 | Francisco Olmos García                          | AIPB       |
| 1987-1991 | Francisco Olmos García                          | AIPB       |
| 1991-1995 | Carles Donet i Donet Bernardo Castelló Climaco  | PSPV-PSOE  |
| 1995-1999 | Francisco Olmos García Miquel Chaveli Palomares | AIPCB PP   |
| 1999-2003 | Antonio Sabater Vidal María Hernandis Bohigues  | UV GM      |
| 2003-2007 | Evaristo Donet Donet María Hernandis Bohigues   | BLOC-EV PP |
| 2007-2011 | Miguel Miñana Climent                           | PSPV-PSOE  |
| 2011-2015 | María Hernandis Bohigues                        | PP         |
| 2015-2019 | Miguel Donet Montagut                           | Ciudadanos |
| 2019-2023 | Miguel Donet Montagut                           | Ciudadanos |
| 2023-act. | Esther Vidal Badenes                            | PP         |

## Monumentos y lugares de interés
- Iglesia parroquial de San Miguel Arcángel.
- Ermita de San Pedro Mártir de La Drova.
- La nevereta.
- Ruta de los Monasterios de Valencia. Bárig se encuentra enclavado dentro del itinerario de esta ruta monumental y cultural inaugurada en 2008, que discurre por la localidad.

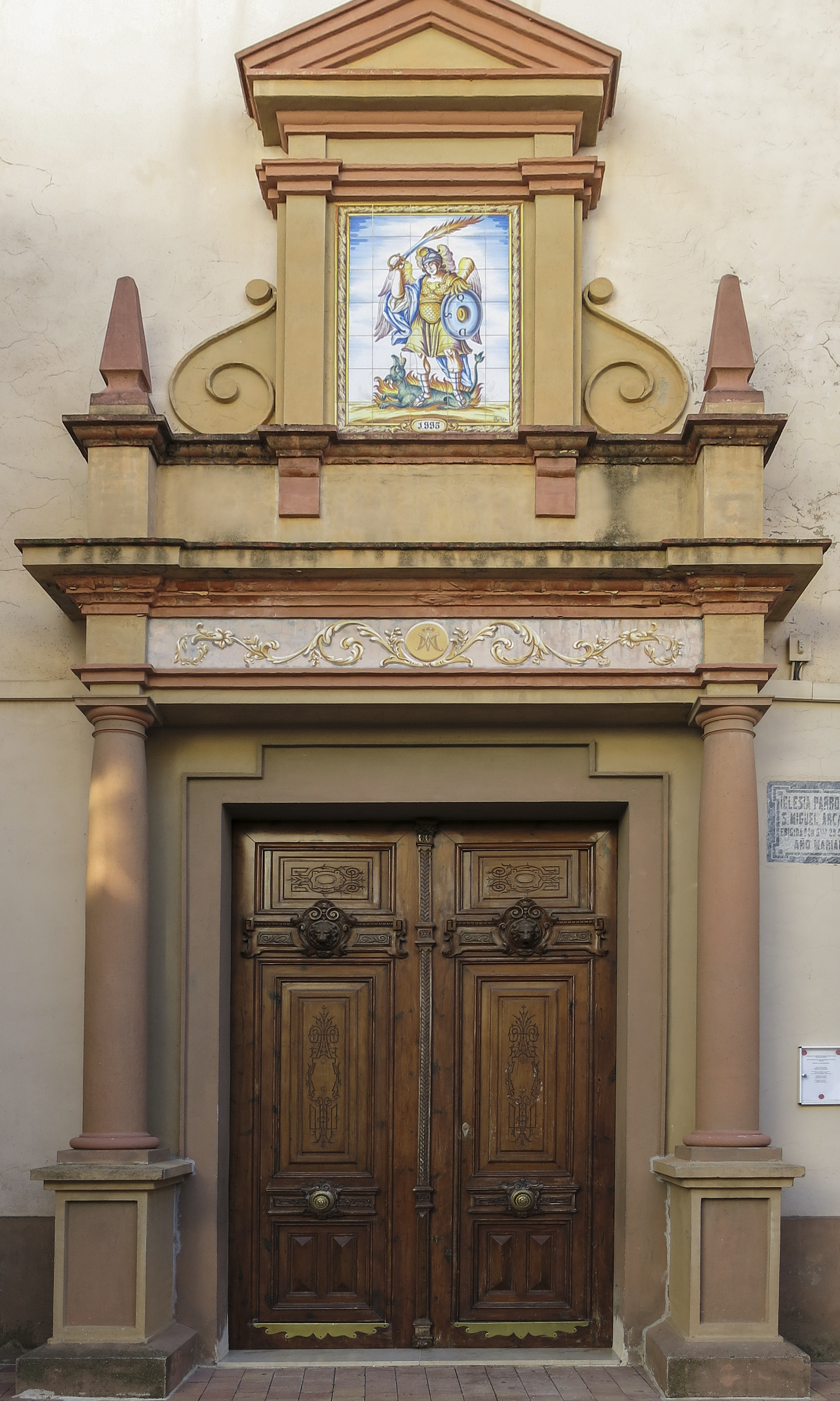
Iglesia de San Miguel Arcángel
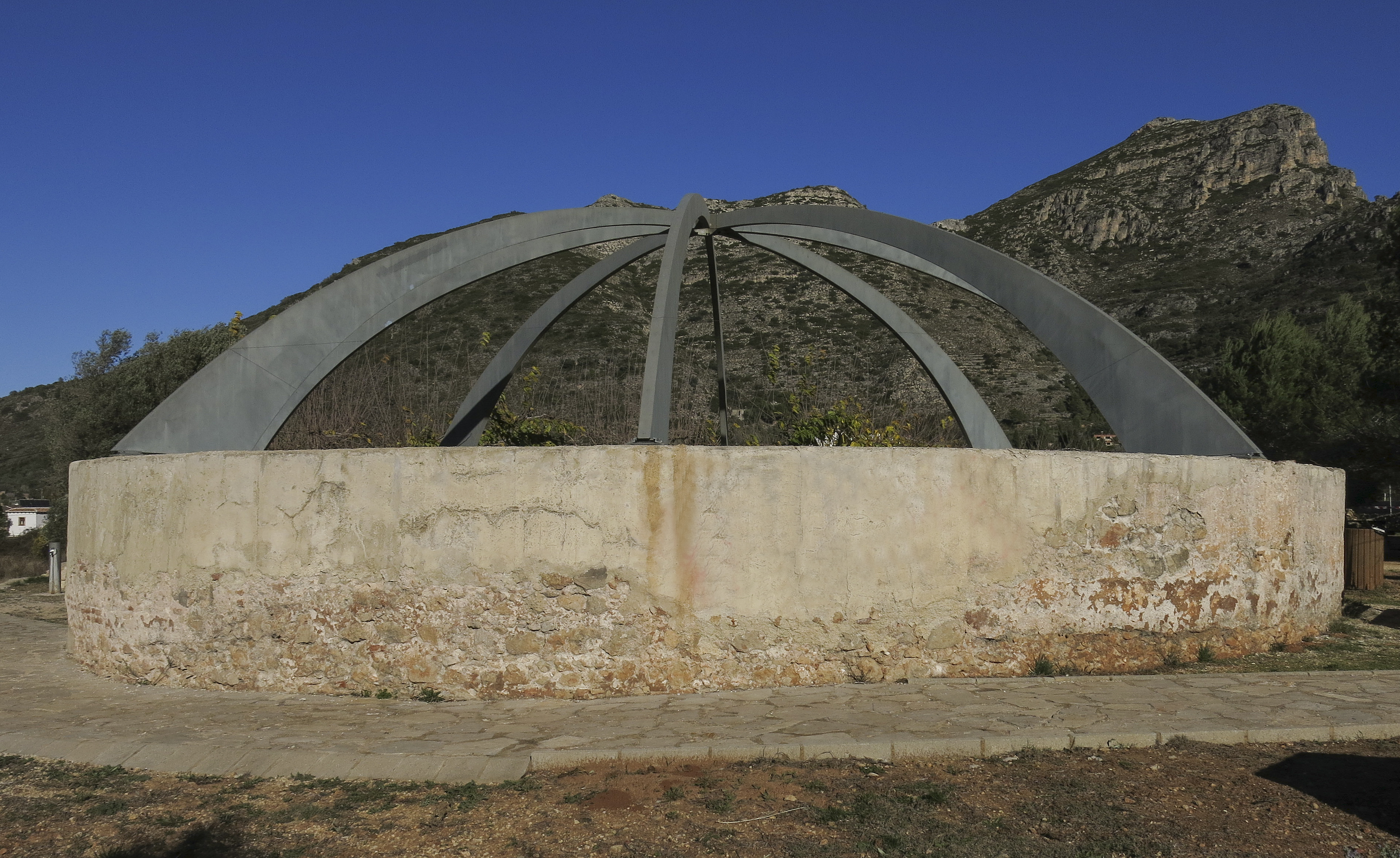
Nevera artificial

## Cultura

### Fiestas
- San Antonio Abad, que se celebra el 17 de enero.
- Fiestas patronales. Las fiestas patronales se realizan en la segunda quincena de agosto, generalmente durante la tercera semana, en honor a los patrones del pueblo la Divina Pastora y san Miguel Arcángel.